# Klavírní koncert č. 4 (Beethoven)
Klavírní koncert č. 4 G dur op. 58 je čtvrtý a zároveň předposlední klavírní koncert Ludwiga van Beethovena.

## Vznik koncertu
Beethoven psal koncert v hektické době. V listopadu 1805 obsadila Vídeň, kde Beethoven žil, francouzská vojska. Skladatel měl za sebou neúspěšnou premiéru opery Fidelio, což ho nutilo k ještě intenzívnější práci. Kromě 4. klavírního koncertu vzniklo v krátké době několik dalších významných skladeb: Houslový koncert D dur, symfonie č. 5, symfonie č. 6, Razumovského smyčcové kvartety op. 59 a 32 klavírních variací na vlastní téma WoO 80. Koncert Beethoven dedikoval svému žáku, kardinálu Rudolfu Habsburskému. Poprvé byl uveden na soukromém koncertu ve vídeňském lobkovickém paláci na jaře 1807. Na stejné akci měla premiéru předehra Coriolan a čtvrtá symfonie. Veřejná premiéra se však konala až na akademii 22. prosince 1808 ve vídeňském Theater an der Wien. Na tomto maratónském koncertě Beethoven naposledy vystoupil jako sólista s orchestrem. Na koncertu zazněly premiéry mj. Fantazie pro klavír, sbor a orchestr a páté a šesté symfonie (Pastorální).
V recenzi vydání týdeníku Allgemeine musikalische Zeitung ze 17. května 1809 se uvádí, že tento koncert je nejobdivuhodnější, nejsvébytnější, nejumělečtější a nejnáročnější Beethovenův koncert vůbec; po prvotních uvedeních však byla skladba přesto opomíjena až do roku 1836, kdy ji znovu uvedl na koncertní pódia Felix Mendelssohn-Bartholdy.
V současné době se dílo často nahrává a koncertní publikum ho má v oblibě. K roku 2021 byl se 192 provedeními druhým nejhranějším klavírním koncertem v Carnegie Hall. Mnozí jej také považují za jeden z vrcholů klavírního koncertního repertoáru.

## Struktura

### I. Allegro moderato
První větu otevírá sólový klavír, který hraje jednoduché akordy v tónice a poté se zastaví na dominantním akordu. Pak nastupuje orchestr se stejným tématem v B dur, hlavní mediantové tónině, která je v chromatickém mediantovém vztahu k tónice. Takto nastupuje první téma.
Orchestr uvádí hlavní téma v H dur, klesá přes kvintový kruh až ke kadenci v tónice G dur. Poté je téma uvedeno znovu, tentokrát ve strettu mezi horními a dolními hlasy. Velmi důrazná kadence v tónice, doznívající během jednoho taktu, uvádí přechodné, modulační téma s neklidným triolovým doprovodem, obsahujícím rovněž náznaky stretta. Hudba přechází do tóniny h moll, přičemž se její dynamika snižuje na pianissimo; v tomto okamžiku se vrací materiál z úvodního tématu. Prostřednictvím stoupající basové linky a sekvenčních harmonií hudba znovu získává tónickou tóninu (na dominantním pedálu) s novým tématem, odvozeným z taktů 3, 4 a 5. V závěru se hudba opět vrací do tóniny B dur. Závěrečná kadence je o několik taktů odložena, než se materiál z úvodního taktu znovu objeví jako závěrečné téma věty, doprovázené tónickým pedálem nad dominantními akordy forte.
Felix Salzer o této větě řekl: „Je to jedna z nejúchvatnějších pasáží v celé klavírní literatuře... Celá pasáž se jeví jako nejnápaditější prodloužení přerušení, přičemž fráze po přerušení začíná akordem B dur, který směle nahrazuje tóniku."
Klavírní vstup připomíná improvizační pasáž z Mozartovy doby, která by se objevila po posledním nevyhraněném dominantním akordu orchestru, ale předtím, než klavír zahrál hlavní téma. Beethoven tento improvizační styl provádí zrychlením rytmu v klavírním partu, od osminových not přes trioly až k šestnáctinovým notám a nakonec ve stupnici, která se řítí dolů v šestnáctinových sextetech. Poté následuje dlouhá příprava, než přijde tonická kadence a orchestr se opět ujme hlavního tématu.

### II. Andante con moto
Druhá věta, známá svým výrazným a častým použitím motivu z hymnusu Dies irae, bývá spojována s představou Orfea krotícího fúrie (reprezentované klavírem, respektive unisonovými smyčci) u brány do Hádu, což konstatoval Beethovenův životopisec Adolf Bernhard Marx už v roce 1859. Klidný závěr věty v e moll vede bez přestávky do akordů v C dur, které otevírají finále.

### III. Rondo (Vivace)
Na rozdíl od předchozích částí je ta třetí v tradiční rondové formě jednodušší, vyznačuje se velmi rytmickým tématem. Hlavní téma, uváděné orchestrem, začíná tiše, v subdominantní tónině C dur, aby pak dosáhlo kadence s klavírem v tónině G dur.

## Kadence
Kadence ke čtvrtému klavírnímu koncertu napsala v průběhu jeho historie řada klavíristů a skladatelů: sám Beethoven (dvě kadence), Johannes Brahms, Clara Schumannová, Ferruccio Busoni, Hans von Bülow, Ignaz Moscheles, Camille Saint-Saëns, Anton Rubinstein, Wilhelm Kempff, Nikolaj Karlovič Metner, Eugen d'Albert, Leopold Godowsky, Wilhelm Backhaus, Samuil Fejnberg, Manuel María Ponce a další.